# Ruisseau de la Geinde
Le ruisseau de la Geinde est un ruisseau français situé en Corrèze. C'est un affluent du ruisseau de Brauze, et donc un sous-affluent de la Dordogne.
Il prend sa source dans la commune d'Aubazines.